# Castell de Carratalà
El castell de Carratalà i l'antic vilatge eren situats al cim i al vessant d'un tossal allargat que s'alça a 1 km de la població d'Aitona (Segrià). Fou d'origen islàmic (un «hisn») i coetani del castell d'Aitona. El castell és una obra declarada bé cultural d'interès nacional.

## Descripció

### Castell
Dalt d'un turó situat al costat de l'església de Sant Joan de Carratalà, a un quilòmetre d'Aitona, estava situat el castell de Carratalà. Es correspondria a una fortificació andalusina amb un nucli d'hàbitat d'època andalusina (com el topònim qala indica). Amb la conquesta cristiana s'aprofita l'emplaçament amb la mateixa estructura de fortalesa amb nucli d'hàbitat.
La planta del conjunt seguiria l'orografia de la plana situada dalt del turó. Es conserven algunes restes en planta però la resta d'estructures es conserven al subsòl. Era un recinte força ampli amb una longitud de gairebé 150 m. i un amplada de poc més de 15 m. Sense una acurada excavació, és difícil definir les característiques d'aquesta fortificació, modificada al llarga dels segles i malmesa en una petita part per les trinxeres que s'hi feren durant la Guerra Civil Espanyola. Malgrat això, en molts sectors del cim hom pot veure restes d'un possible mur perimetral amb un gruix de només uns 70 cm i s'ha conservat un mur amb una alçada de 2,5 m al sud de la façana est. Aquesta possible muralla era bastida amb carreus (per exemple de 30 cm X 50 cm) i que sembla que era graonada. També hi ha algunes restes de mur perimetral al nord-est, a l'oest i al nord i diverses restes de murs transversals. Dintre d'aquest recinte perimetral també s'hi troben restes de construccions d'habitatges, adossats a la muralla i de planta rectangular. No es pot assegurar que totes les restes que hi ha al cim del tossal siguin de l'etapa islàmica.

### Vilatge
A més de les restes de fortificacions i de possibles cases, conservades al planell superior, dintre del mur perimetral, també hi ha restes d'habitatges al vessant oest, el menys abrupte. Cap al nord es poden veure tres cambres adossades a la roca. Uns 30 m més cap al sud hi ha un altre conjunt de tres cambres. Aquestes construccions segurament pertanyen a un moment no medieval. El poble de l'època andalusina sembla que s'estenia més aviat al vessant meridional, entre el castell i l'església de Sant Joan, on hi ha restes d'habitatges de planta rectangular. En aquest indret de Carratalà es trobaren diversos enterraments fets amb lloses. D'altra banda, també ceràmica musulmana que es pot datar dels segles xi i xii.

## Història
L'origen del topònim Carratalà cal cercar-lo en la forma àrab «qala», que es refereix a un tipus de fortalesa que té associat un nucli d'hàbitat. La primera menció del «castrum de Calaterra» data de l'any 1120, amb motiu de la convinença a què arribaren el comte de Barcelona Ramon Berenguer III i l'alcaid de Lleida «Ibn Hilāl» (conegut també com a «Avin-Hilet» o «Avifelel»), per la qual aquest darrer concedí diversos castells al comte a canvi de la seguretat del districte andalusí de Lleida. El 1133, el lloc consta a mans dels Cervera. En el testament sacramental de Guillem de Cervera s'establí que els castells de Gebut i Carratalà passessin al successor Guillem. Després de l'expulsió dels musulmans, al començament del segle xvii, el nucli de Carratalà restà despoblat.
Pel que fa a l'església de Sant Joan de Carratalà, la primera menció documental data del 1168, quan en l'Ordinatio ecclesiis Ilerdensis es menciona l'ecclesiam de Calaterra. A les dècimes papals de 1279-80 s'esmenta el vicario de Calaterrano. Entre els anys 1462-72, durant la Guerra civil catalana, Mateu de Montcada s'annexionà els castells de Gebut, Carratalà i Soses que aleshores depenien de la canònica de Lleida. El contenciós es resolgué l'any 1472, moment en què Mateu de Montcada s'avingué amb el capítol de Lleida i li retornà els dominis de Gebut i Carratalà. També en foren senyors els hospitalers (dins la comanda de Torres de Segre). Durant els segles XV i XVI, els canonges degans de la seu de Lleida recollien rendes d'aquest lloc. Segurament, amb l'expulsió dels moriscos l'any 1610, el lloc de Carratalà quedà definitivament despoblat i l'església es convertí llavors en ermita.